# هکتور (کشتی ۱۷۸۴)
هکتور (کشتی ۱۷۸۴) (به انگلیسی: Hector (1784 ship)) یک کشتی است. این کشتی در سال ۱۷۸۴ ساخته شد.